# 마쓰다

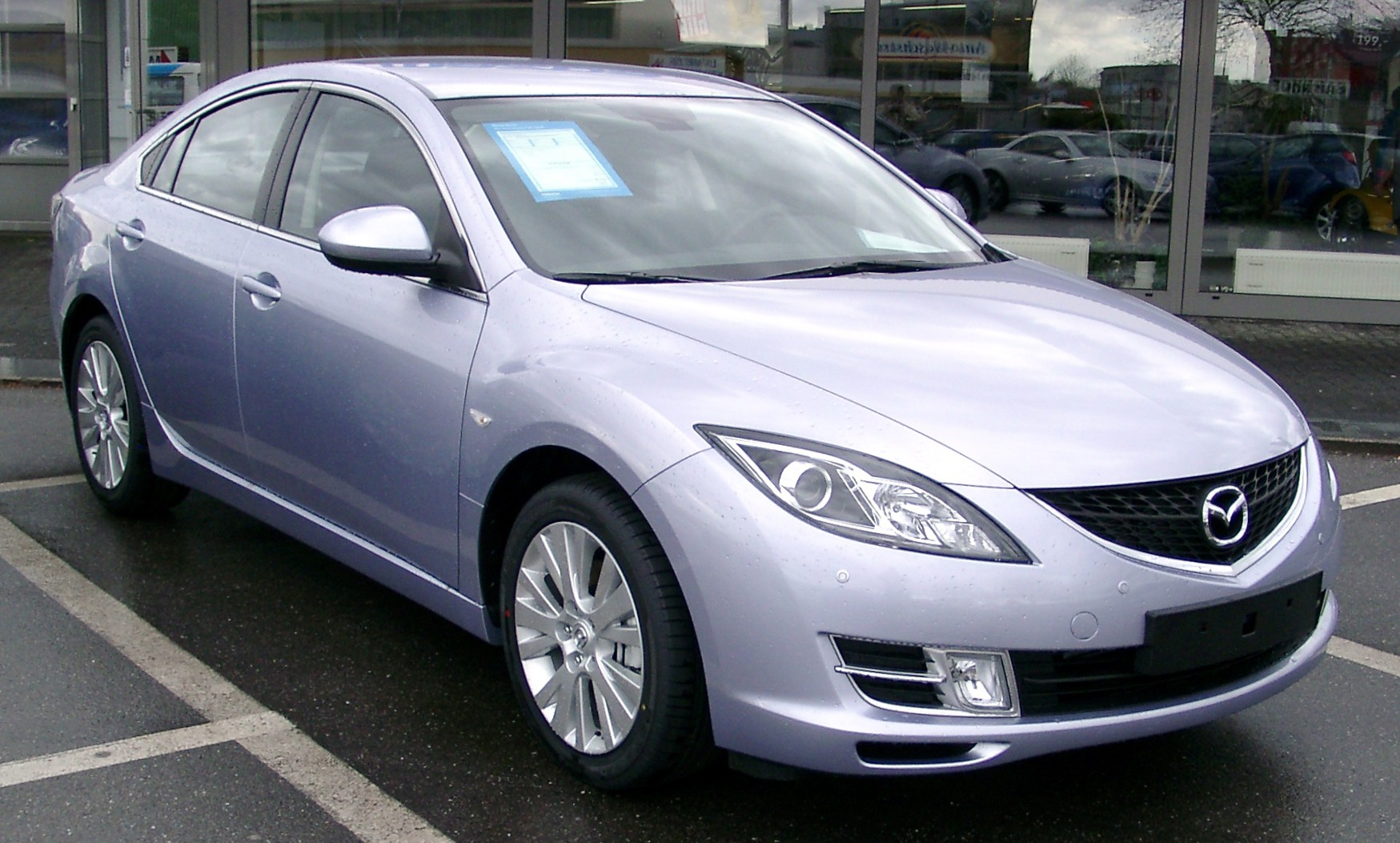
마즈다 6

마츠다(Mazda, マツダ) 또는 마쓰다(문화어: 마쯔다), 마즈다는 일본 굴지의 종합 자동차 회사다. 코르크를 생산하던 도요(東洋)코르크공업이 전신으로, 이후 도요공업(東洋工業, 동양공업)으로 회사 이름을 바꾸었다가 1984년 마츠다(Mazda)자동차공업으로 이름을 바꾸어 지금에 이르고 있다. 1996년에 포드 계열로 넘어갔으나, 포드가 현금 확보를 위해 마쓰다 지분을 매각하면서 현재 포드는 마쓰다의 지분 13.4%만 보유하고 있다. 본사는 히로시마현에 있다.

## 역사
마쓰다는 1920년 ㈜동양코르크공업으로 설립되어 1923년 관동대지진 때 소형 오토바이를 만들던 회사이다. 1927년 ㈜동양공업으로 개명하고 1931년부터 3륜 트럭을 생산하기 시작했다. 제2차 세계대전 후 일본의 트럭 시장을 석권하였으며, 1960년 R360 쿠페를 발표하면서 승용차 시장에 진출하였다. 이어서 1962년에 캐롤, 1964년에 파밀리아를 내놓고, 1967년에는 독일의 NSU 및 방켈(Wankel)과의 기술제휴를 바탕으로 최초의 로터리 엔진차 코스모 스포츠 쿠페를 선보였다. 캐롤과 파밀리아 시리즈의 호조 속에 대미수출대수가 1973년에 연간 12만 대에 이르렀다. 동양공업은 1973년 가을의 오일쇼크 이후 곤경에 빠지면서 스미토모은행의 관리를 받게 되었다. 연비가 떨어지는 방켈 로터리엔진 탑재 차량들의 판매가 줄어든 탓이었다. 1978년에 발매한 로터리엔진 스포츠카 RX-7이 인기를 얻고, 이듬해 포드가 25%의 주식을 인수하면서 곤경에서 벗어나게 되었다. 이미 1969년부터 자동변속기 개발과 부품키트 공급 등에서 제휴하고 있던 포드가 자본참여하면서 양사의 협력관계가 깊어졌다. 1982년~1987년 멕시코의 에르모시요(Hermosillo)에 5억 달러를 들여 포드의 압형 및 조립 공장을 설립하는 공동프로젝트를 수행하면서 마쓰다는 디자인, 시설과 장비, 품질관리시스템, 종업원훈련 등의 기술을 포드에 이전하였다. 1984년 봄에 사명을 바꾼 마쓰다는 이후 포드와 공조하면서 해외시장 진출에 도움을 얻었다. 1990년대 들어 엔고와 장기 불황으로 수출과 내수판매의 부진이 이어지면서 1996년에 누적 적자가 750억 엔에 이르자 마쓰다는 추가 지분과 경영권을 포드에 넘겼다. 한편, 마쓰다는 기아자동차가 1962년 3륜 용달차 K-360, 1973년 승용차 브리사 등을 개발하는 데 필요한 기술을 제공함으로써 대한민국의 자동차 국산화에 기여하였다. 1987년에는 기아자동차, 포드와 함께한 월드카 프로젝트의 일환으로 프라이드(수출명: 페스티바)가 출시되었다. 기아자동차에서 나온 초창기 차량들은 대부분 마쓰다의 엔진을 장착하였고, 봉고 코치, 브리사, 콩코드같이 마쓰다에서 도입한 모델도 많았다.
2010년 11월 포드로부터 모든 주식을 사들였기에 포드로부터 완전히 독립된 상태다. 앞으로 포드와는 기술협력관계만 유지할 것이라고 한다.
2017년부터 토요타와 자본제휴 중이며, 이 영향으로 몇몇 상용차 모델은 토요타에서 OEM 공급받고 있다.

## 같이 보기
- 산프레체 히로시마
- 신 히로시마 시민 구장(마쓰다 스타디움/히로시마 도요 카프의 홈 구장)